# ステッラネッロ
ステッラネッロ(伊: Stellanello)は、イタリア共和国リグーリア州サヴォーナ県にある、人口約800人の基礎自治体（コムーネ）。

## 地理

### 位置・広がり

#### 隣接コムーネ
隣接するコムーネは以下の通り。括弧内のIMはインペリア県所属を示す。
- アンドーラ
- カザノーヴァ・レッローネ
- キウザーニコ (IM)
- ディアーノ・アレンティーノ (IM)
- ディアーノ・サン・ピエトロ (IM)
- ガルレンダ
- テスティコ
- ヴィッラ・ファラルディ (IM)

### 地震分類
イタリアの地震リスク階級 (it) では、2 に分類される
。

## 行政

### 分離集落
ステッラネッロには、以下の分離集落（フラツィオーネ）がある。
- San Damiano, San Gregorio(Sede comunale, in borgata Rossi), San Lorenzo, San Vincenzo, Santa Maria